# 日本橋室町一丁目チケットショップ内女性店員殺人事件
日本橋室町一丁目チケットショップ内女性店員殺人事件（にほんばしむろまちいっちょうめチケットショップないじょせいてんいんさつじんじけん）は、2004年（平成16年）9月27日に東京都中央区で発生した殺人事件。
現在も被疑者は逮捕されておらず、未解決となっている。2007年（平成19年）6月29日に捜査特別報奨金制度対象事件となったが、後に対象から外れた。

## 概要
2004年（平成16年）9月27日18時50分ごろ、東京都中央区日本橋室町のチケットショップ「ビックチケット日本橋店」内で女性従業員（当時37歳）が胸や腹など数十か所を刺された状態で倒れているのを、異常を知らせる通報により駆けつけた警備員が発見した。病院に搬送されたものの間もなく死亡した。発見当時、通用口のシャッターは半開き状態であり、シャッターを開けて中に入ったところ、女性従業員が倒れていた。通報のボタンは女性従業員が押したとみられる。現場は東京メトロ三越前駅近くの銀行や雑居ビルが立ち並ぶ一角。
事件当日、同店は女性従業員が1人で働いており、通常の終業時間より約30分早い18時30分頃にシャッターが閉まったのが目撃されていた。
その後、18時50分頃に当店から女性の叫び声が聞こえ、その直後にビルの通用口から50代くらいの不審な男があわてて走り去るのを、近くにいた人が目撃していた。警視庁はこの男が何らかの事情を知っている可能性があるとみて特定を急ぐとともに、中央署に捜査本部を設置、殺人容疑で調べている。
また、事件後の店内を調べたところ、荒らされた形跡はほとんどないことなどから、強盗目的以外に、顔見知りによる犯行の可能性もあると見ている。

## 当日の経過
- 午後6時50分
現場となったチケットショップの警報機が作動[1]。
- 午後6時55分
警報機が作動して駆けつけた警備員が被害者を発見し、110番通報をする[1]。

## 防犯ビデオに映っていた男
警視庁は防犯ビデオに映っていた男の行方を追っている。
男の特徴は以下の通り。
- 身長約180センチメートル[3]
- 太めの体型[3]
- 髪はやや薄め
- 眼鏡を着用[3]
- 白いワイシャツ、紺色のズボン姿で、黒っぽいショルダーバッグを所持[3]

## 犯人の遺留品
- Bジャンプ式洋傘
- 紳士格子柄（ナイロン製・プリント）
- 下ろくろ・受骨・大バネ
- 胴ネーム・口ネーム付　いずれもホック部（イブシホック）にLIFEY☆MARKの刻印あり
- 手元（ハケ塗セット・ショート）口金・下はじき